# Cardiovascular Diabetology
Cardiovascular Diabetology es una revista médica de acceso abierto revisada por pares que cubre la intersección entre cardiología y diabetología; en otros términos, la conexión entre la diabetes, el síndrome metabólico y las enfermedades cardiovasculares. Está publicada por BioMed Central (parte de Springer Nature desde 2008) y fue creada en 2002 por Enrique Fisman (Universidad de Tel Aviv) y Alexander Tenenbaum (Centro Médico Sheba), fundadores y editores en jefe. Los artículos se publican inmediatamente al ser aceptados, en lugar de en números separados. Una versión impresa se distribuye periódicamente en la India por Panacea Biotec Ltd.

## Historia
El doctor Tenenbaum escribía: En 2001 mi amigo y colega el Prof. Enrique (Zvi) Fisman y yo comenzamos a considerar la posibilidad de crear una revista científica dedicada específicamente a cubrir la intersección entre la diabetes y los trastornos cardiovasculares. Nos pusimos en contacto con BioMed Central (BMC), una editorial científica de acceso abierto con sede en el Reino Unido. BMC era entonces una empresa joven y dinámica, fundada en el año 2000. Journal Cardiovascular Diabetology, se lanzó en abril de 2002.

El 1 de enero de 2022 Tenenbaum dejó su cargo de editor en jefe.
Actualmente (2025) tiene una revista complmentaria Cardiovascular Diabetology – Endocrinology Reports.

## Alcance
Cardiovascular Diabetology considera para su posible publicación, manuscritos vinculados a todos los aspectos de la interrelación diabetes/enfermedad cardiovascular, incluyendo investigaciones clínicas, experimentales, farmacológicas, genéticas, epidemiológicas, biología molecular y laboratorio.

Siete tipos de artículos pueden evaluarse para su publicación: investigaciones originales, revisiones, informes de casos, comentarios, hipótesis, artículos de metodología y protocolos de estudio; la mayoría de los artículos publicados son investigaciones originales.

## Indexación
La revista está indexada en Chemical Abstracts Service (CAS), Citebase, Current Contents, Directory of Open Access Journals (DOAJ), Embase, MEDLINE / PubMed, Science Citation Index, SCImago Journal Rank, Scopus y Socolar. 
Según Journal Citation Reports, la revista tiene un factor de impacto en el año 2020 de 9,951, ubicándose en el percentil 93,45 JIF (10 de 145 revistas) en la categoría de "Endocrinología y Metabolismo", y en el percentil 90,49 JIF (14 de 142 revistas) en la categoría de revistas "Sistemas Cardíaco y Cardiovascular".